# ليسومية
الفصيلة الليسومية (الاسم العلمي: Illiciaceae) هي الفصيلة نباتية تتبع رتبة الأستروبيليات من صف الثنائيات الفلقة.
تضم هذه الفصيلة حسب بعض خبراء التصنيف جنس نباتي واحد هو الليسوم.